# Station Maków
Station Maków is een spoorwegstation in de Poolse plaats Maków.